# Jurassic Park III
Jurassic Park III è un film del 2001 diretto da Joe Johnston.
La pellicola è il sequel de Il mondo perduto - Jurassic Park (1997) e il terzo film del franchise di Jurassic Park. I due film precedenti erano entrambi tratti dai romanzi di Michael Crichton, tuttavia questo è il primo film della serie a non essere basato su una sua opera.
Joe Johnston sostituisce Steven Spielberg alla regia, il quale, qui in veste di produttore, lo aveva già considerato per la direzione del secondo capitolo della serie, Il mondo perduto - Jurassic Park. Nel 2000, le fasi di produzione si avviarono prima della fine dello script, pensato da David Koepp, il quale prevedeva una missione di salvataggio a Isla Sorna.
Jurassic Park III è uscito nelle sale il 18 luglio 2001. Nonostante le recensioni contrastanti della critica, il film ha avuto successo al botteghino, incassando 368,7 milioni di dollari in tutto il mondo. Tuttavia, è la pellicola con il minor incasso del franchise.

## Trama
Sono passati circa quattro anni dall'incidente di San Diego, e l'opinione pubblica è ormai a conoscenza dell'attuale esistenza di dinosauri ottenuti tramite la pratica della clonazione su Isla Sorna, ma il fallimento della precedente spedizione ha fatto sì che l'isola fosse dichiarata zona interdetta.
Il paleontologo Alan Grant, scampato al disastro del Jurassic Park, continua a lavorare alla ricerca di fossili con l'aiuto di un giovane allievo, Billy Brennan, ma i fondi per le loro ricerche sono sempre più scarsi. Tra gli ultimi macchinari da loro acquistati ce n'è uno in grado di effettuare la scansione di un fossile e di scolpirne una riproduzione tridimensionale; come esempio, Billy crea la cassa di risonanza di un Velociraptor, specie che Grant ha scoperto avere abilità comunicative e organizzative estremamente evolute, cosa che lo induce a credere che questi animali avrebbero potuto diventare la specie dominante dopo gli umani sulla Terra se non si fossero estinti. I due ricercatori ricevono la proposta da parte dei ricchi coniugi Paul e Amanda Kirby di sorvolare Isla Sorna, con la promessa di finanziare le attività di scavo. Grant nutre seri dubbi su questo viaggio poiché sa che è vietato avvicinarsi all'isola, ma Billy lo spinge ad accettare in virtù del lauto pagamento offerto dalla coppia.
I quattro decollano e vengono scortati da tre uomini ingaggiati per costruire segretamente un perimetro di sicurezza una volta giunti a destinazione. A Isla Sorna l'aereo inizia a scendere di quota nonostante la disapprovazione di Grant che, nel tentativo di impedire l'atterraggio, riceve un colpo alla testa da Cooper, mercenario sull'aereo e perde i sensi. I tre mercenari si addentrano nella foresta mentre Amanda usa un megafono per chiamare due persone. I piloti Udesky e Nash, all'improvviso, escono terrorizzati dalla foresta inseguiti da un dinosauro lasciando Cooper indietro. Quest'ultimo, ferito, viene inseguito e sbranato da uno Spinosauro lungo la pista e l'aereo in fase di decollo lo colpisce per poi precipitare rovinosamente a terra. Il mezzo viene fatto a pezzi dal dinosauro e Nash viene divorato. La bestia insegue i malcapitati nel fitto della giungla ma viene seminata. Purtroppo il gruppo si imbatte in un maschio di T. Rex, che li costringe a scappare verso lo Spinosauro e tra i due giganti infuria una battaglia che vedrà trionfare proprio lo Spinosauro. Al sicuro e lontano dai due titani, Grant ha finalmente modo di scoprire che il vero motivo del viaggio dei Kirby, che in realtà sono divorziati e non dispongono di grandi ricchezze, è la ricerca del loro figlio dodicenne Eric, smarrito sull'isola da otto settimane insieme a Ben Hildebrand, compagno di Amanda, poiché stavano facendo illegalmente parapendio e non hanno mai fatto ritorno.
Il gruppo è costretto a mettersi in marcia verso il centro ricerche abbandonato della InGen per tentare un contatto radio con la terraferma. Nell'edificio fatiscente, subiscono un'imboscata da un Velociraptor, che li attacca e li costringe a dividersi nei corridoi interni della struttura e subito dopo all'esterno: Billy e i Kirby riescono a salvarsi arrampicandosi su un albero, mentre Udesky, il terzo mercenario, viene ucciso da un secondo esemplare. Nel frattempo Alan, che non riesce a trovare un luogo sicuro viene accerchiato da quattro Velociraptor e proprio quando per lui sembra giunta la fine, una nebbia oleosa, generatasi da alcune granate a gas, fa scappare i dinosauri. Il paleontologo viene condotto da una strana figura umana fino a un piccolo rifugio posto dentro la cisterna di un camion abbandonato: si tratta proprio del dodicenne Eric Kirby. I due il mattino dopo s'incamminano verso il fiume, per discenderne il corso e raggiungere la costa.
Lungo il tragitto si riuniscono quasi casualmente a Billy e ai Kirby ma i cinque vengono nuovamente attaccati dallo Spinosauro, al quale sfuggono rifugiandosi in un edificio abbandonato. Qui, Grant scopre che Billy ha rubato delle uova da un nido di Raptor, con l'intento di venderle per ricavare il denaro necessario al fine di finanziare altri importanti scavi nel Montana, comprendendo di conseguenza il motivo per cui i dinosauri persistevano d inseguirlo, ma senza attaccarlo. Inoltrandosi nella struttura, il gruppo si accorge di essere giunto all'interno della voliera degli pteranodonti. Eric viene catturato da un rettile volante e scaraventato in un nido lontano. Mentre Amanda, Paul e Alan cercano una via per la salvezza, Billy, utilizzando i resti del parapendio di Ben che avevano conservato, plana verso Eric, lo trae in salvo appena prima che il parapendio finisca impigliato in alcune rocce. Tre pteranodonti lo accerchiano e il ragazzo si getta nel fiume attirando gli animali su di sé, trascinato per fornire ai compagni l'occasione di mettersi in salvo.
I quattro superstiti riescono a uscire dalla voliera salendo a bordo di una zattera a motore. Discendendo il fiume passano accanto a una pianura popolata da specie erbivore e successivamente riescono a recuperare dalle feci dello spinosauro il telefono satellitare che Paul aveva dato a Nash prima che questi venisse ucciso.
Scesa la sera l'imbarcazione subisce un attacco dallo Spinosauro e viene affondata. Grant riesce a chiamare col telefono satellitare la sua vecchia amica Ellie Sattler e la supplica di aiutarli, poco prima che il fiume si chiuda sopra di loro. Paul attira su di sé il dinosauro mentre Alan spara un razzo che incendia il carburante della zattera galleggiante rilasciato in acqua: le fiamme avvolgono l'animale costringendolo alla fuga. Il mattino seguente raggiungono l'oceano ma vengono intercettati dai Velociraptor che puntano da subito ad Amanda, poiché la ritengono la responsabile del furto delle uova. La donna le riconsegna mentre Alan, trovando nella borsa di Billy la cassa di risonanza scolpita al computer, riproduce, soffiando all'interno di essa, il richiamo di aiuto dei predatori. Simultaneamente un rombo di motori di elicotteri pervade l'aria e le creature confuse dalla coincidenza riprendono le uova e fuggono via temendo il sopraggiungere di ulteriori nemici.
Alan e la famiglia Kirby seguono il rumore dell'elicottero e raggiungono la spiaggia, dove vengono soccorsi dai marine, mandati dalla dottoressa Sattler (il marito di lei lavora presso il Dipartimento di Stato), i quali hanno tratto in salvo anche Billy. Durante il ritorno a casa, gli elicotteri incrociano in volo gli Pteranodonti che stanno emigrando e Grant dice che sarà un mondo tutto nuovo per loro.

## Personaggi

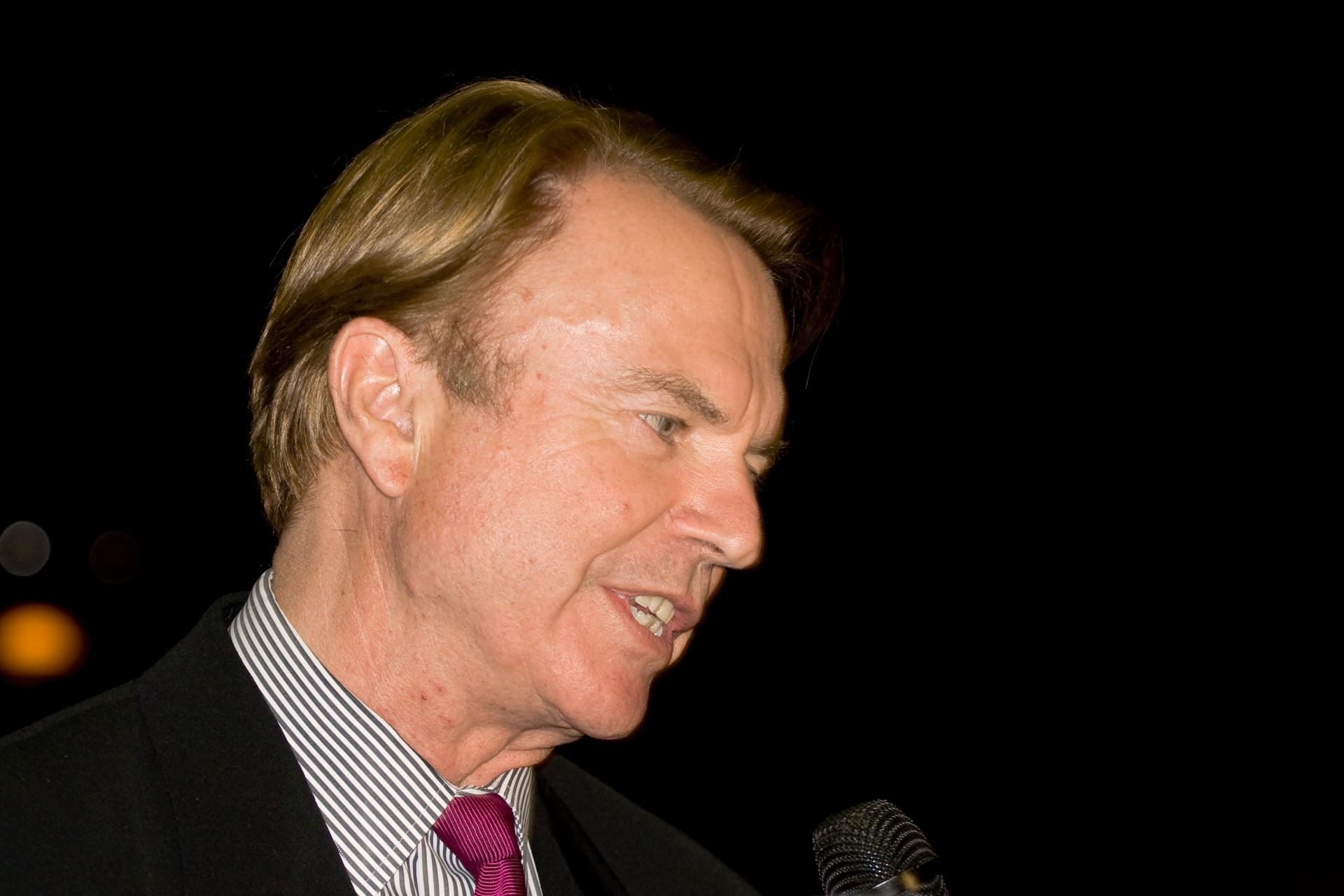
Sam Neill (Dott. Grant)

- Alan Grant, interpretato da Sam Neill: un paleontologo impegnato nel ritrovamento di resti fossili di un Velociraptor in un calanco in Montana. Dopo alcuni anni dall'incidente del parco, Grant riceve la proposta, da parte dei ricchi coniugi Paul e Amanda Kirby, di tornare sull'isola, in quello che descrivono come un "viaggio aereo amatoriale". Grazie all'intervento del giovane scienziato Billy Brennan i due ingaggiano Grant, sebbene egli nutra seri dubbi a causa del divieto di sorvolare l'isola.

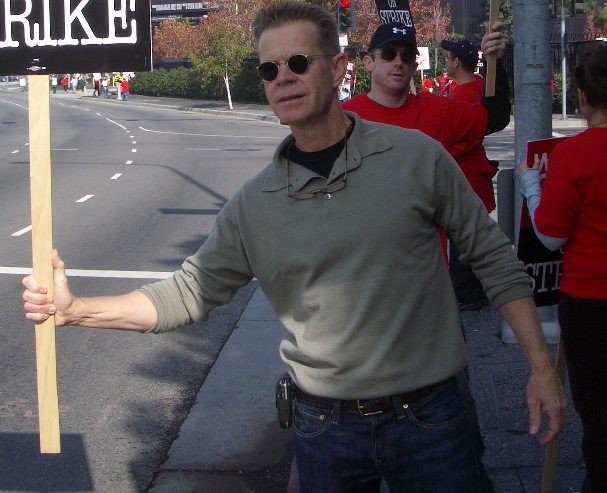
William H. Macy (Paul Kirby)

- Paul Kirby, interpretato da William H. Macy: Paul è un padre preoccupato per la sorte del suo unico figlio Eric. Si finge un uomo ricco e di grande importanza per convincere Grant a raggiungere l'isola per trovare suo figlio. In molte occasioni proteggerà la sua famiglia dall'assalto dei dinosauri dell'isola.

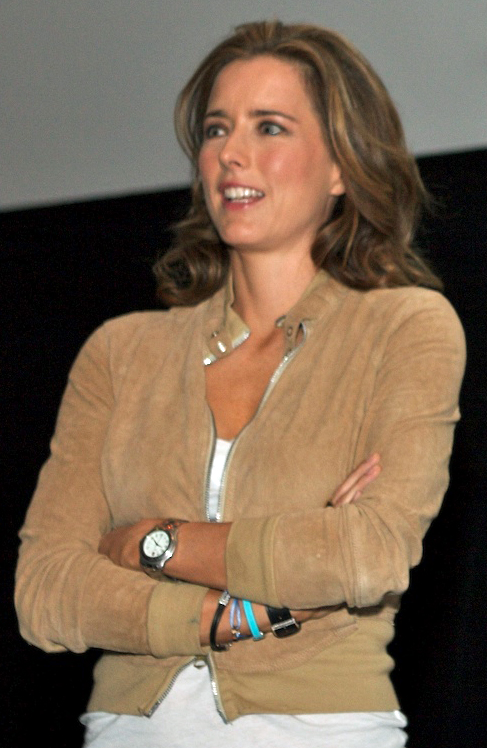
Téa Leoni (Amanda Kirby)

- Amanda Kirby, interpretata da Téa Leoni: una madre premurosa che non si lascia intimorire dai dinosauri che abitano l'Isla Sorna. Vuole trovare il suo unico figlio Eric, scomparso circa otto settimane prima del suo arrivo nell'isola in Costa Rica.
- Billy Brennan, interpretato da Alessandro Nivola: giovane assistente di Grant. Dopo aver rubato le uova da un nido di Raptor, con l'intento di finanziare altri importanti scavi nel Montana, salva Eric da alcuni Pteranodonti, finendo per essere catturato da questi mostri. Miracolosamente riesce anche lui a salvarsi e a fuggire dall'isola.
- Eric Kirby, interpretato da  Trevor Morgan: rimasto bloccato a Isla Sorna per otto settimane, salva il Dottor Grant dall'attacco dei raptor.

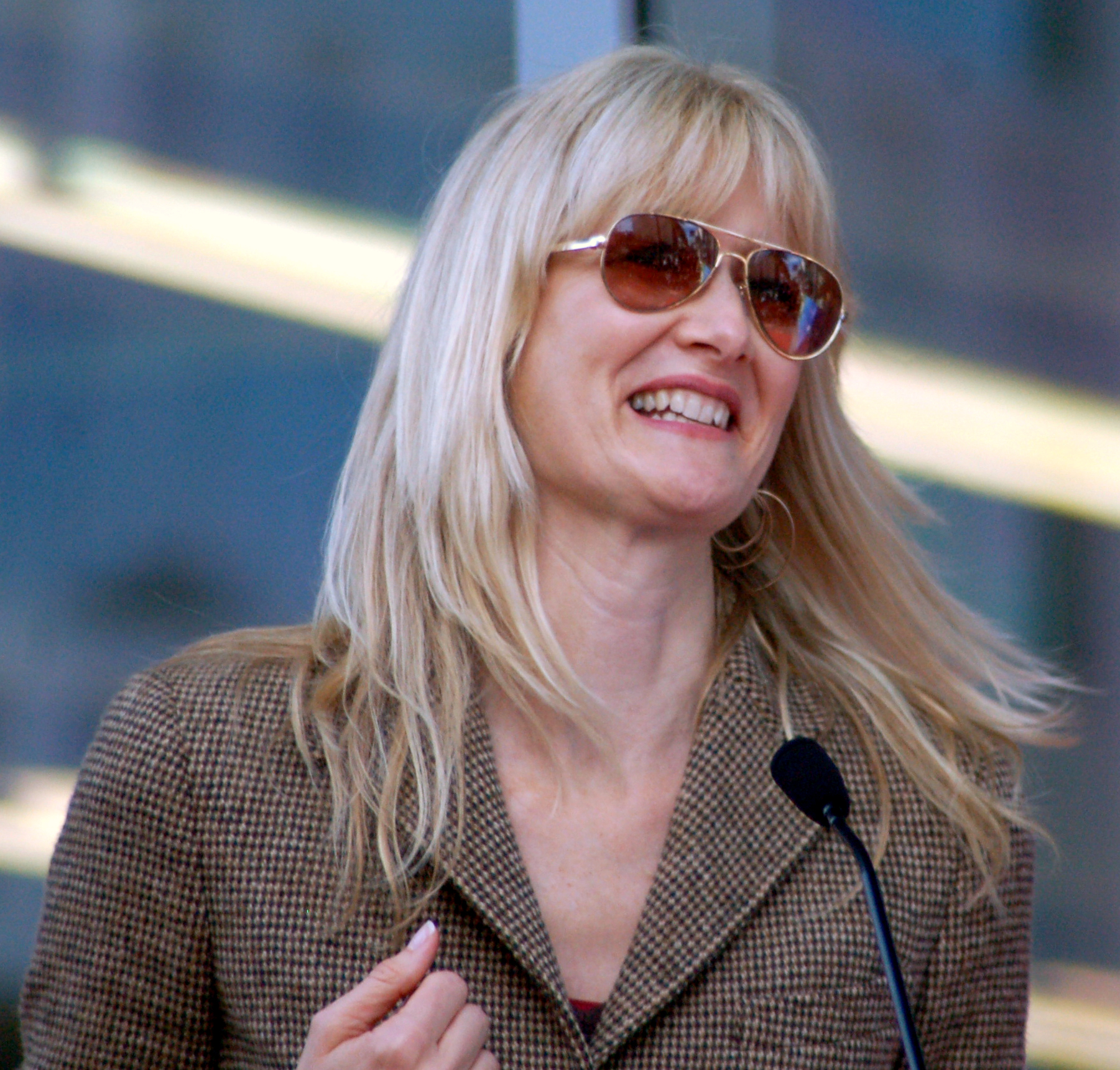
Laura Dern (Ellie Sattler)

- Udesky, interpretato da Michael Jeter: uno dei mercenari ingaggiati dagli ex-coniugi Kirby per trovare il figlio Eric. Nel film è l'ultimo dei tre mercenari a morire. Fugge dall'aereo, insieme al gruppo formato da Alan, Billy e i coniugi Kirby, ma finisce per essere trafitto da un artiglio di raptor e ucciso in seguito allo scontro con i raptor. Viene utilizzato anche come esca dai raptor per attirare gli altri membri del gruppo.
- M.B. Nash, interpretato da Bruce A. Young: uno dei mercenari ingaggiati dagli ex-coniugi Kirby per trovare il figlio Eric. Nash è il pilota dell'aereo dei Kirby. Finisce per essere divorato dallo Spinosauro.
- Cooper, interpretato da John Diehl: uno dei mercenari ingaggiati dagli ex-coniugi Kirby per trovare il figlio Eric. Nel film è il primo dei tre mercenari a morire. Cooper viene divorato dallo Spinosauro, poco dopo l'atterraggio.
- Ellie Sattler, interpretata da Laura Dern: una paleobotanica nonché studentessa laureata del dottor Grant. Dopo l'esperienza al Jurassic Park ha messo su famiglia e si è sposata con un marine dell'esercito degli Stati Uniti. Ancora molto amica di Alan, riceve la sua chiamata d'aiuto e manda uno squadrone di marine in aiuto dell'amico.

## Produzione

### Sviluppo

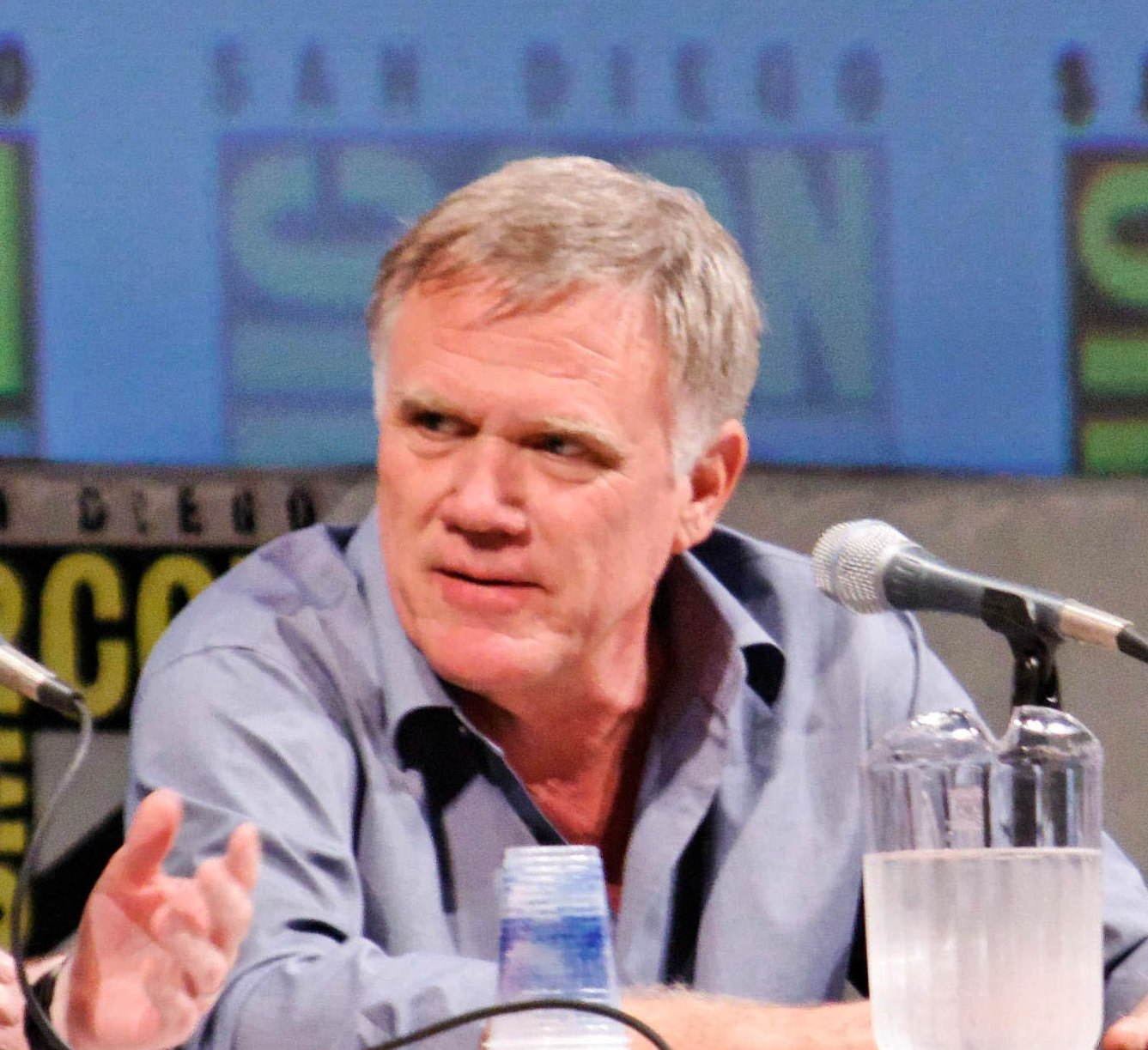
Il regista Joe Johnston è stato assunto per dirigere il terzo capitolo

Dopo il successo del secondo film, i produttori, in accordo con Spielberg e lo stesso Crichton, decisero di continuare il franchise.

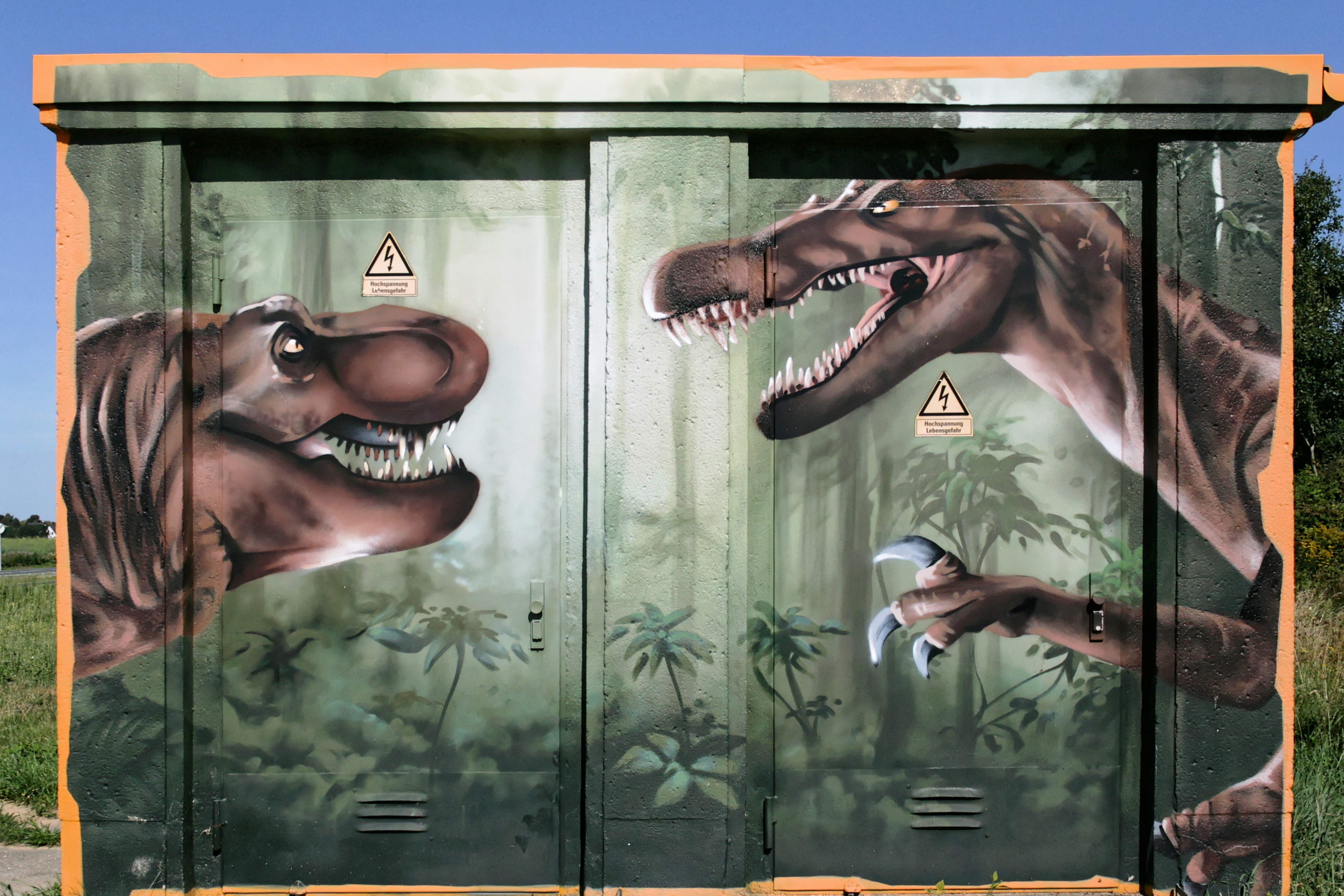
Graffito del T-Rex e dello Spinosauro del film

Proposero a Joe Johnston, che si avvicinò nuovamente alla casa di produzione, di girare il terzo capitolo della serie di Jurassic Park. Spielberg divenne produttore, lasciando il comando a Johnston che iniziò a lavorare al progetto.
Per rendere il film molto simile ai racconti di Crichton, Johnston inserì alcune scene scartate da Spielberg nei primi due film.

### Sceneggiatura
Prima del titolo attuale, il film ha avuto numerosi titoli di lavorazione, tra cui Jurassic Park: Extinction e Jurassic Park: Breakout. La prima stesura della sceneggiatura prevedeva Grant indaffarato a indagare su alcune uccisioni di pterodattili. La sceneggiatura, sebbene alquanto originale, fu subito bocciata. Dopo cinque settimane, dopo aver assunto gli sceneggiatori Peter Buchman, Alexander Payne e Jim Taylor, confermò l'idea di una missione di salvataggio che avrebbe visto protagonisti Alan Grant e altri nuovi personaggi. Questa stesura venne in mente allo sceneggiatore dei primi due episodi, ovvero David Koepp. A sceneggiatura ultimata i produttori contattarono Neill e Goldblum per interpretare Alan Grant e Ian Malcolm. Il salvataggio alla fine del film prende ispirazione dal romanzo Jurassic Park di Crichton, dove i superstiti di Isla Nublar vengono salvati dall'esercito della Costa Rica.

### Riprese
Le riprese principali iniziarono il 30 agosto del 2000, senza una sceneggiatura finita, con riprese confermate in California, Oahu e Molokai.
Isla Sorna appare leggermente diversa da come era ne Il mondo perduto poiché il precedente film fu girato alle Hawaii, questo invece fu girato in uno studio e il regista voleva che la giungla sembrasse più "vecchia" e "marcia" degli altri film, più selvaggia. Nel film avrebbe dovuto esserci anche Jeff Goldblum nei panni di Ian Malcolm, ma pochi giorni prima delle riprese l'attore si ruppe una gamba. Il regista Joe Johnston era stato in trattative anche per dirigere il secondo capitolo della serie, Il mondo perduto, il quale fu poi diretto da Steven Spielberg.

### Effetti speciali
Come nei film precedenti, Industrial Light & Magic (ILM) ha creato i dinosauri utilizzando immagini generate al computer (CGI), mentre Stan Winston e il suo team hanno realizzato gli animatroni; per la realizzazione dei Velociraptor, in particolare, decise di seguire alcune nuove teorie paleontologiche sul loro aspetto fisico.

### Scene eliminate
Alcune scene realizzate durante la produzione furono tagliate dal montaggio finale.

### Creature protagoniste

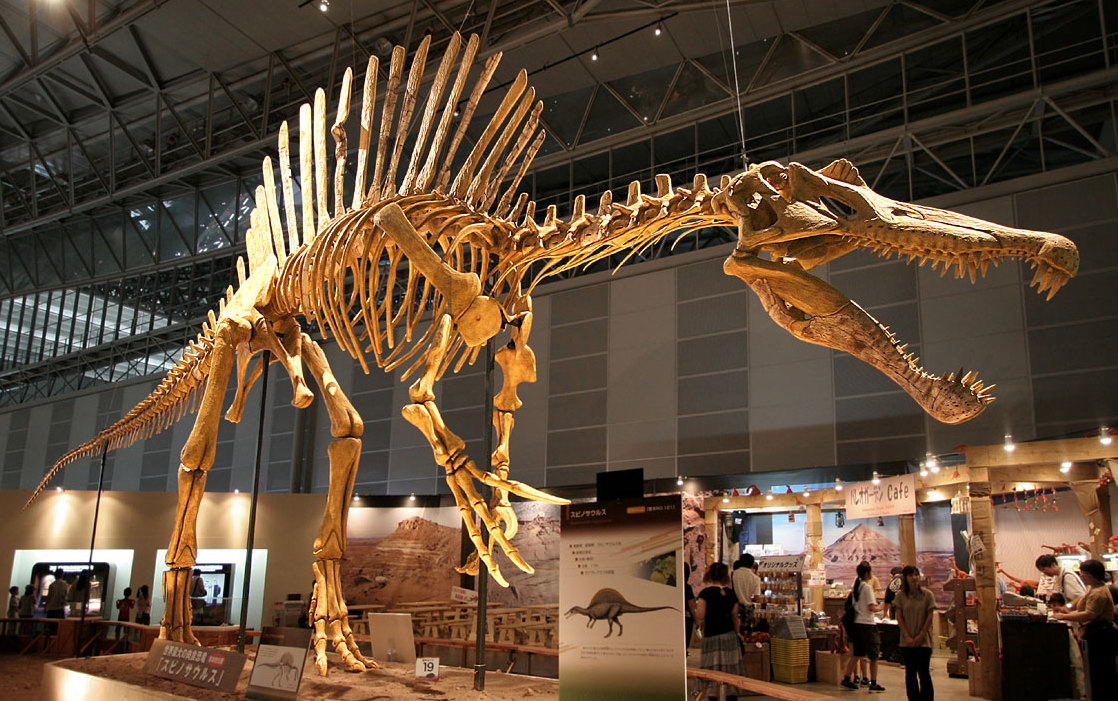
Lo Spinosaurus, dinosauro protagonista del film

I nuovi dinosauri non presenti nei precedenti film includono l'Ankylosaurus, il Ceratosaurus e il Corythosaurus. Il paleontologo Jack Horner ha svolto il ruolo di consulente tecnico per il film, come già aveva fatto per i precedenti capitoli. Horner è stato coinvolto sin dalle fasi iniziali dello sviluppo del film, durante le quali si valutavano le idee per la trama. Dopo due film, i realizzatori desideravano introdurre un nuovo antagonista tra i dinosauri, sostituendo il T. rex. Inizialmente, il Baryonyx fu preso in considerazione, come evidenziato dai primi poster concettuali. Horner riuscì infine a convincere i realizzatori a sostituire il T. rex con lo Spinosaurus, un dinosauro più grande caratterizzato da una distintiva vela sul dorso. Johnston dichiarò: «Molti dinosauri hanno una silhouette molto simile a quella del T. rex... Volevamo che il pubblico riconoscesse immediatamente che si trattava di qualcosa di diverso».

## Distribuzione
Il film è stato presentato all'Anfiteatro Universale di Los Angeles, in California, il 16 luglio 2001, seguito due giorni dopo dall'uscita negli Stati Uniti (18 luglio 2001) e in altri paesi. In Italia è uscito il 31 agosto 2001. Neill, residente in Nuova Zelanda, ha presentato la prima australiana del film ad agosto nella città di Dunedin.

### Edizione italiana
L'edizione italiana del film è stata curata dalla società United International Pictures con l'adattamento dei dialoghi a opera di Marco Mete. Il doppiaggio italiano e la sonorizzazione della pellicola sono stati eseguiti dalla SEFIT-CDC sotto la direzione di Sandro Acerbo.
Inizialmente il doppiaggio di Michael Jeter (nel ruolo di Udesky) era stato affidato a Giorgio Lopez, che lo aveva già doppiato ne Il miglio verde. A causa di divergenze con la supervisor del film, però, Lopez ha abbandonato la lavorazione e il ruolo è passato a Nino Prester, il quale aveva doppiato Peter Stormare ne Il mondo perduto - Jurassic Park, uscito quattro anni prima del terzo film.

### Edizioni home video
Il film è stato distribuito in formato VHS e DVD l'11 dicembre 2001. Successivamente, è stato ripubblicato insieme ai due sequel nel cofanetto Jurassic Park Trilogy nel dicembre dello stesso anno, e nel novembre 2005 come parte del Jurassic Park Adventure Pack. Nel 2011, il film è stato rilasciato in formato Blu-ray all'interno della collezione Jurassic Park: Ultimate Trilogy. Inoltre, Jurassic Park III è incluso nella collezione Jurassic Park 4K UHD Blu-ray, pubblicata il 22 maggio 2018.

## Accoglienza

### Incassi
A fronte di un budget di 93 milioni di dollari, il film ha incassato 181171875 $ in Nord America e 187608934 $ nel resto del mondo, per un totale di 368780809 $, rendendolo l'ottavo film migliore dell'anno in tutto il mondo, ma anche quello con i guadagni più bassi di tutta la serie di Jurassic Park.
Jurassic Park III ha avuto un weekend di apertura di successo, guadagnando 50,3 milioni di dollari. Quando il film è uscito, ha avuto il quarto weekend di apertura più alto di luglio, dietro Independence Day, Men in Black e X-Men. Il film alla fine ha guadagnato $ 181,2 milioni negli Stati Uniti e $ 368,8 milioni in tutto il mondo, rendendolo l'ottavo film dell'anno con il maggior incasso mondiale. Nonostante ciò, è il film con il minor incasso del franchise.

### Critica
Il film ha ricevuto recensioni miste da parte della critica. Sull'aggregatore di recensioni Rotten Tomatoes ha un indice di gradimento del 49% basato su 223 recensioni, con un voto medio di 5,3 su 10. Il consenso cita: "Jurassic Park III è più cupo e più veloce rispetto ai suoi predecessori, ma questo non compensa il continuo declino creativo del franchise". Su Metacritic ottiene un punteggio di 42 su 100 basato su 30 recensioni.
Owen Gleiberman dell'Entertainment Weekly, che ha elogiato i precedenti film di Jurassic Park, ha dato al terzo capitolo una C, dichiarando che si tratta solo di "un giro in un parco tematico per bambini" e che inoltre, "si è perso il tocco di magia che Spielberg aveva dato ai primi due film". Derek Elley di Variety ha definito il film "un gioco tutto d'azione, alla rinfusa, da non dimenticare di acquistare il gioco per computer che fa sembrare le due puntate precedenti come modelli del cinema classico". Ben Varkontine di PopMatters ha definito il film "un giro non buono come il primo, ma uno spettacolo dannatamente migliore del secondo". Gran parte delle critiche è stata rivolta alla trama in quanto semplicemente un film di inseguimento senza sviluppo del personaggio; Apollo Movie Guide ha stroncato il film definendolo "quasi lo stesso del primo film" senza "nessuna necessità di nuove idee o persino di una sceneggiatura". La rivista Empire ha assegnato alla pellicola 3 stelle su 5, definendolo "breve, frammentario e a intermittenza spaventoso".
Roger Ebert ha dato al film tre stelle e lo definì "il miglior blockbuster dell'estate", dicendo che "non è così maestoso come il primo film o elaborato come il secondo, ma a modo suo è una piccola macchina da brivido". Scrisse anche: "Non posso elogiarlo per la sua arte, ma non devo trascurare il suo mestiere, e per questo lo consiglio". Spielberg, secondo il suo portavoce, era "molto contento" del lavoro di Johnston nel film. Nel 2002 Michael Crichton disse di non aver visto il film. Alcuni fan della serie erano sconvolti dalla decisione di uccidere il T. rex e sostituirlo con un nuovo dinosauro.
Critiche nacquero, poi, sull'esito dello scontro tra lo Spinosauro e il Tirannosauro. Nello specifico si osservò come lo Spinosauro, sebbene di dimensioni maggiori rispetto alla controparte (15 m contro 13 m) avrebbe davvero difficilmente vinto lo scontro. Questo perché l'animale era in realtà, in base agli ultimi studi, principalmente piscivoro e con una struttura fisica (forza del morso, robustezza del collo etc...) non specifica per la predazione di grossi sauri (strategia di caccia adottata, invece, dal Tirannosauro). Inoltre, probabilmente, lo Spinosauro in natura avrebbe cercato di evitare scontri diretti con carnivori di grossa taglia, soprattutto per evitare danni alla vela dorsale, punto di maggior fragilità del dinosauro.

#### Retrospettive
Alcune recensioni successive del film sono state positive, con un paio di critici che lo hanno dichiarato superiore a Il mondo perduto - Jurassic Park. Anche le revisioni retrospettive hanno elogiato la sequenza della voliera.

## Riconoscimenti
- 2002 - Saturn Award[39]
  - Candidatura al miglior film di fantascienza
  - Candidatura ai migliori effetti speciali a Jim Mitchell, Stan Winston (non accreditato), Danny Gordon Taylor, Ronald R. Elliott e John Rosengrant
- 2002 - Satellite Award[40]
  - Candidatura ai migliori effetti visivi a Jim Mitchell
  - Candidatura al miglior suono a Howell Gibbens
- 2001 - Golden Trailer Award[41]
  - Candidatura al miglior film horror/thriller
- 2001 - Golden Reel Award[42]
  - Candidatura al miglior montaggio del suono - effetti & foley
- 2001 - Sierra Award
  - Miglior DVD
- 2001 - BMI Film & TV Award[43]
  - Migliore Musica a Don Davis e John Williams
- 2001 - Razzie Award[44]
  - Candidatura al peggiore remake o sequel
- 2001 - Stinkers Bad Movie Award[45]
  - Candidatura alla peggior attrice a Téa Leoni
  - Candidatura alla sceneggiatura peggiore per un film che supera più di 100 milioni di dollari in tutto il mondo utilizzando la matematica di Hollywood
  - Candidatura per il peggior sequel
- 2001 - Bogey Award
  - Bogey Award in Oro
- 2002 - World Stunt Award
  - Miglior Lavoro in Acqua a Laura Lee Connery, Stanton Barrett, Cinda-Lin James e Norman Howell (controfigure nella gabbia durante l'attacco dello Spinosauro alla barca)

## Altri media

### Libri
Lo scrittore Scott Ciencin ha scritto quattro libri basati sul film: il primo, Jurassic Park III (2001) è una novellizzazione del film rivolta a un pubblico di giovani lettori. Gli altri tre sono una trilogia denominata Jurassic Park Adventures (2001-2002) e si svolgono dopo il film: il primo, Jurassic Park Adventures: Survivor, descrive in dettaglio le otto settimane che il giovane Eric Kirby ha trascorso da solo su Isla Sorna; il secondo, Jurassic Park Adventures: Prey vede Eric e Alan Grant che tornano a Isla Sorna per salvare un gruppo di cineasti adolescenti; il terzo, Jurassic Park Adventures: Flyers ha come protagonisti nuovamente Eric e Alan Grant che riportano a Isla Sorna lo stormo di Pteranodon fuggiti alla fine del terzo film, dopo che si sono stabiliti in un parco a tema degli Universal Studios. Tale trilogia non è però considerata canonica per la serie cinematografica, a eccezione di Survivor (considerato "semi-canon" in quanto non contraddice gli eventi dei film).

### Videogiochi
Per l'uscita di Jurassic Park III, sono stati annunciati anche una serie di videogiochi. Il 29 giugno 2001 è uscito Jurassic Park III: Danger Zone! per PC (sviluppato in concomitanza con Jurassic Park III: Dino Defender), il 20 settembre Jurassic Park III: The DNA Factor per Game Boy Advance e nel marzo 2003 Jurassic Park: Operation Genesis per PS2, PC e xbox (in cui sono presenti molti dinosauri già comparsi in Jurassic Park III).

## Merchandising
Hasbro ha prodotto una linea di action figure, di dimensioni minori rispetto a quelle dei primi due film, messa in commercio nella primavera del 2001, in concomitanza con l'uscita della pellicola, tra cui i dinosauri protagonisti, gli esseri umani e alcuni veicoli.
LEGO ha messo sul mercato una linea di giocattoli in concomitanza con l'uscita del film.

## Sequel
Nel 2009 il progetto del quarto capitolo del franchise sembrava essere stato definitivamente abbandonato, ma dopo varie trattative nel 2013 fu confermato alla regia del quarto film Colin Trevorrow, che collaborò con Derek Connolly nella scrittura del film.
Nel settembre 2013 la Universal Pictures ha annunciato ufficialmente il titolo del quarto film di Jurassic Park, dal nome Jurassic World, uscito nei cinema italiani l'11 giugno e in tutto il mondo il 12 giugno 2015.